# Neoseiulus baraki
Neoseiulus baraki är en spindeldjursart som beskrevs av Athias-Henriot 1966. Neoseiulus baraki ingår i släktet Neoseiulus och familjen Phytoseiidae. Inga underarter finns listade i Catalogue of Life.